# Casa Memorială „Simion Florea Marian” din Suceava
Casa Memorială „Simion Florea Marian” din Suceava este un muzeu memorial înființat în anul 1974 în municipiul Suceava, în casa în care a locuit între 1886–1907 folcloristul român Simion Florea Marian. Casa a fost construită în secolul al XVIII-lea și se află situată pe strada Simion Florea Marian nr. 4, în centrul orașului.
Casa folcloristului Simion Florea Marian a fost inclusă pe Lista monumentelor istorice din județul Suceava din anul 2004, având codul de clasificare  SV-IV-m-B-05696.

## Istoric
Această clădire a fost construită în secolul al XVIII-lea și a aparținut inițial moșierilor din familia Kapri. Locuința, înscrisă în Registrul cadastral în 1796 și pe Harta cadastrală a orașului din 1856 la numărul 329, este una dintre puținele construcții din secolul al XVIII-lea care mai există astăzi în Suceava. În anul 1828 ea aparținea baronului armean Ariton Kapri, ulterior fiind lăsată moștenire celor doi fii, Johann și Georgi. 

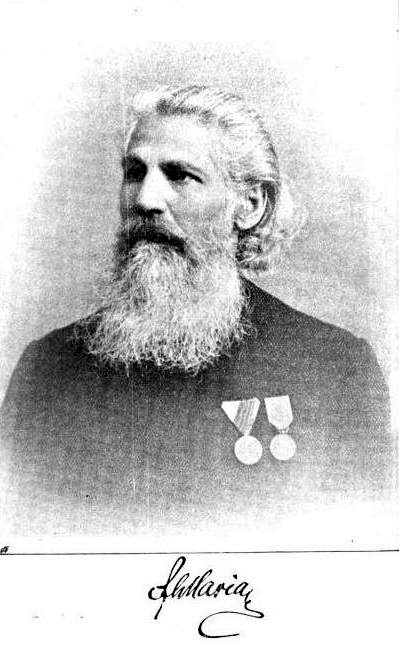
Simion Florea Marian

Preotul Simion Florea Marian (1847–1907) cumpără casa și terenul aferent de la Johann Kapri, cu banii proveniți din premiul „Năsturel Herescu” (4.000 de lei aur) acordat în anul 1883 de Academia Română pentru lucrarea Ornitologia Poporană Română. Simion Florea Marian cumpără „casa dintre brazi” la data de 12 august 1886. Locuința este restaurată prima dată în perioada 1887–1889. Folcloristul român locuiește aici până în 1907, când se stinge din viață. În această perioadă, lucrează ca profesor de religie la Gimnaziul Greco-Ortodox din Suceava – astăzi Colegiul Național „Ștefan cel Mare” (1893–1907), protopresviter (1903), fiind ales ca membru activ al Academiei Române (1881).
În anul 1932, la împlinirea a 25 de ani de la moartea lui Simion Florea Marian, pe zidul casei este amplasată o placă memorială din marmură neagră cu următorul text: „În această casă «câștigată cu condeiul» a trăit și a lucrat Academicianul Simeon Florea Marian (1847–1907) care a cules și studiat roadele înțelepciunii și simțirii poporului român.”
În anul 1935 în parcul din fața casei memoriale, este amplasat un bust de bronz al lui Simion Florea Marian, realizat de sculptorul Gheorghe Bilan. În prezent, parcul din fața casei memoriale îi poartă numele.
Casa este compusă din șase camere, fiind donată statului de către fiica folcloristului, Maria Cărăușu (1896–1979), și soțul ei, profesorul inginer Mihai Cărăușu (1896–1979). Cei doi au donat totodată un fond memorial și documentar format din mobilier de epocă, fotografii și tablouri, cărți și periodice, obiecte personale, manuscrise, documente familiale, personale, culturale, istorice, partituri muzicale, hărți.
La 22 iunie 1974, în clădirea monument istoric din secolul al XVIII-lea, sunt deschise „Casa memorială și fondul documentar Simion Florea Marian”. În prezent, casa memorială adăpostește un fond documentar impresionant care cuprinde peste 10.000 de volume, peste 450 de colecții de reviste și ziare, dintre care 150 sunt numai din Bucovina, manuscrise, corespondență de la personalități marcante ale culturii românești și străine, documente culturale, istorice și numeroase fotografii-document. Aici se află ediții princeps ale majorității scrierilor sale, scrisori ale multor personalități culturale ale epocii (Vasile Alecsandri, Bogdan Petriceicu Hasdeu, Petre Dulfu, Titu Maiorescu, Ion Pop-Reteganul, Arthur Gorovei, Aron Densușianu și alții), manuscrise etc. De asemenea, în interior este expus un bust al folcloristului, realizat în bronz de către sculptorul Vladimir Florea.
În anul 2006 muzeografa Aura Doina Brădățeanu atrăgea atenția asupra stării avansate de degradare a clădirii. Din cauza lipsei încălzirii, s-au deteriorat unele manuscrise, fotografii și hărți.
În prezent, Casa Memorială „Simion Florea Marian” din Suceava aparține și este administrată de Muzeul Național al Bucovinei.

## Imagini

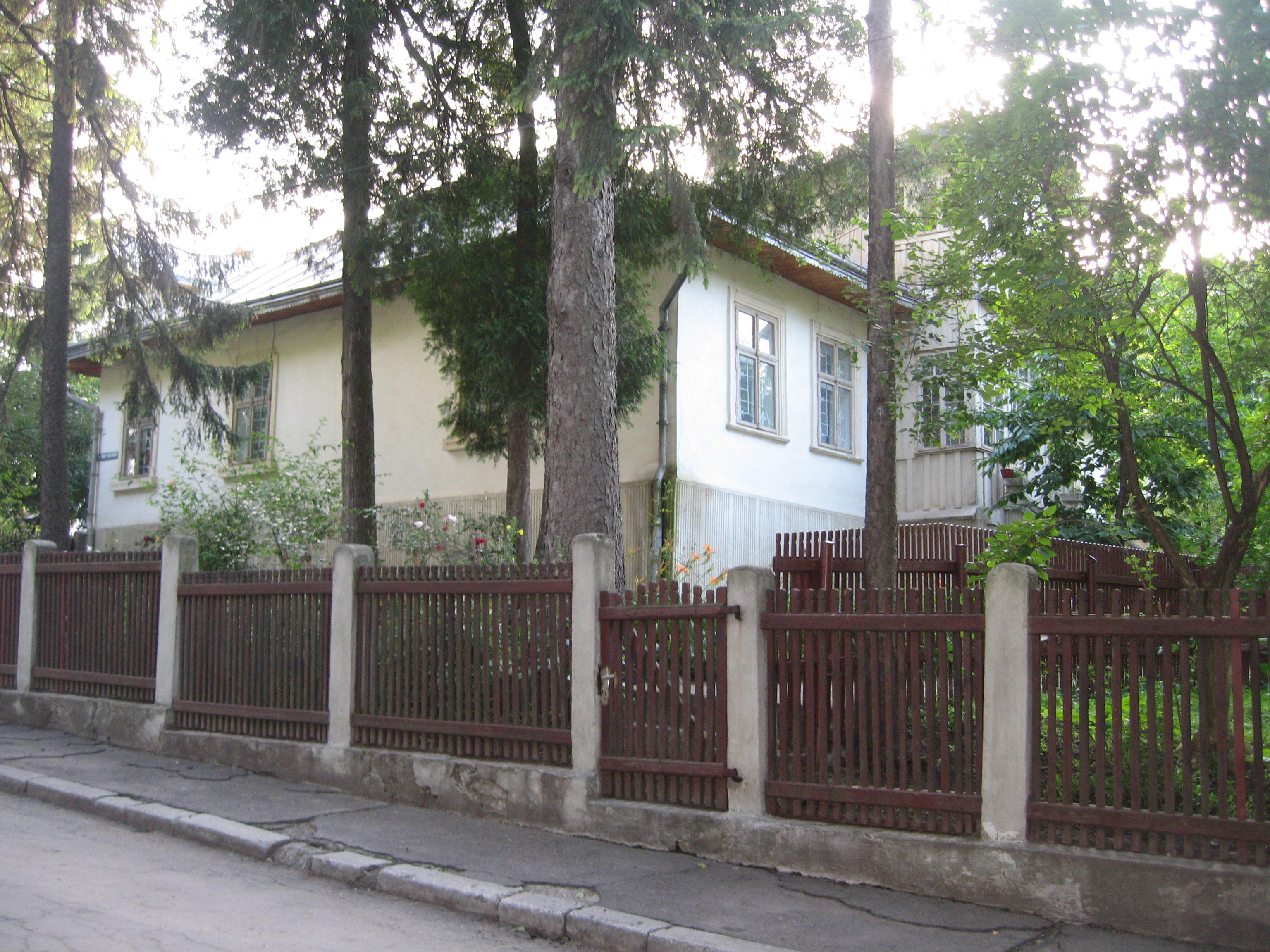
Casa Memorială „Simion Florea Marian”
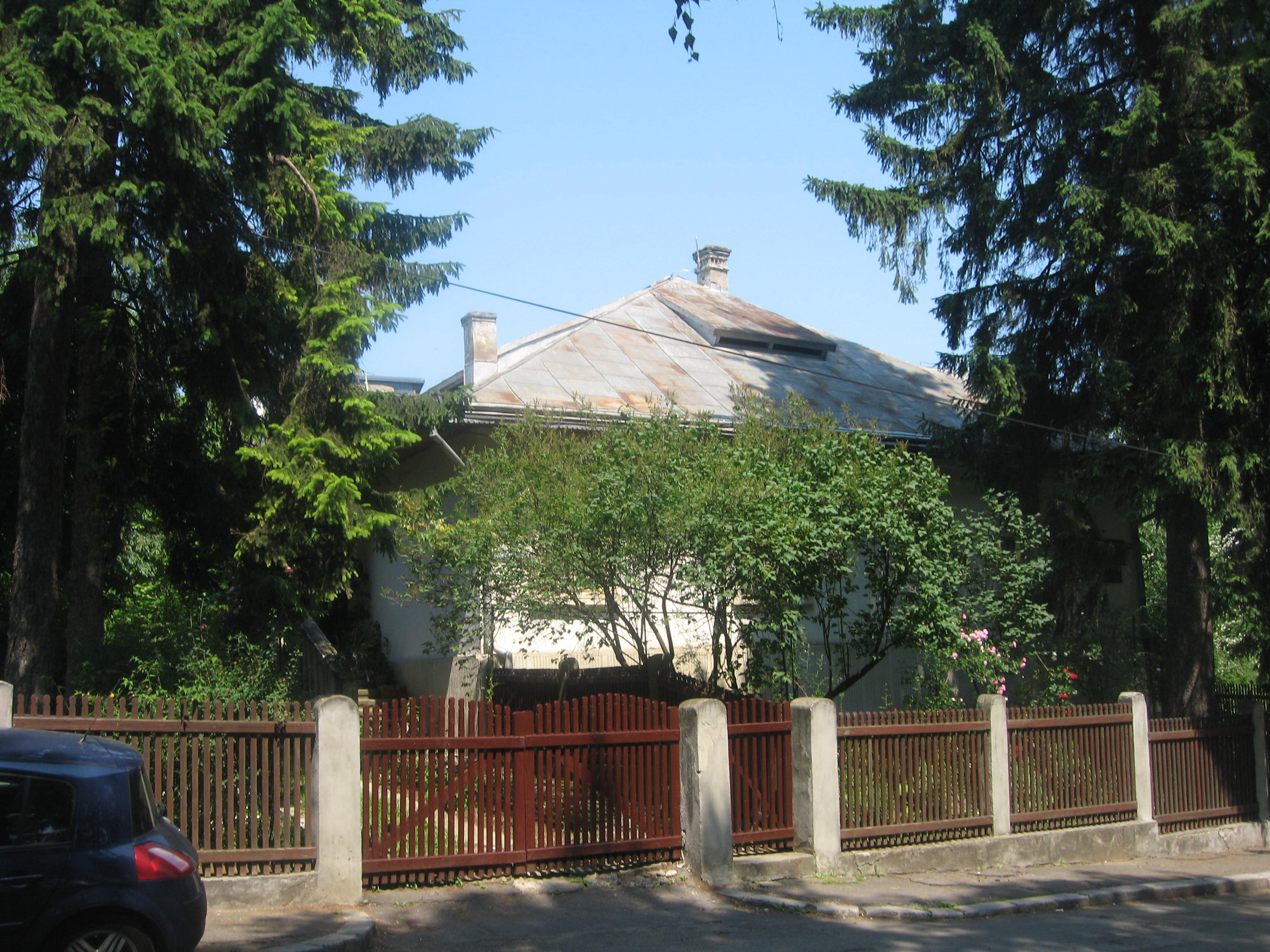
Casa Memorială „Simion Florea Marian”
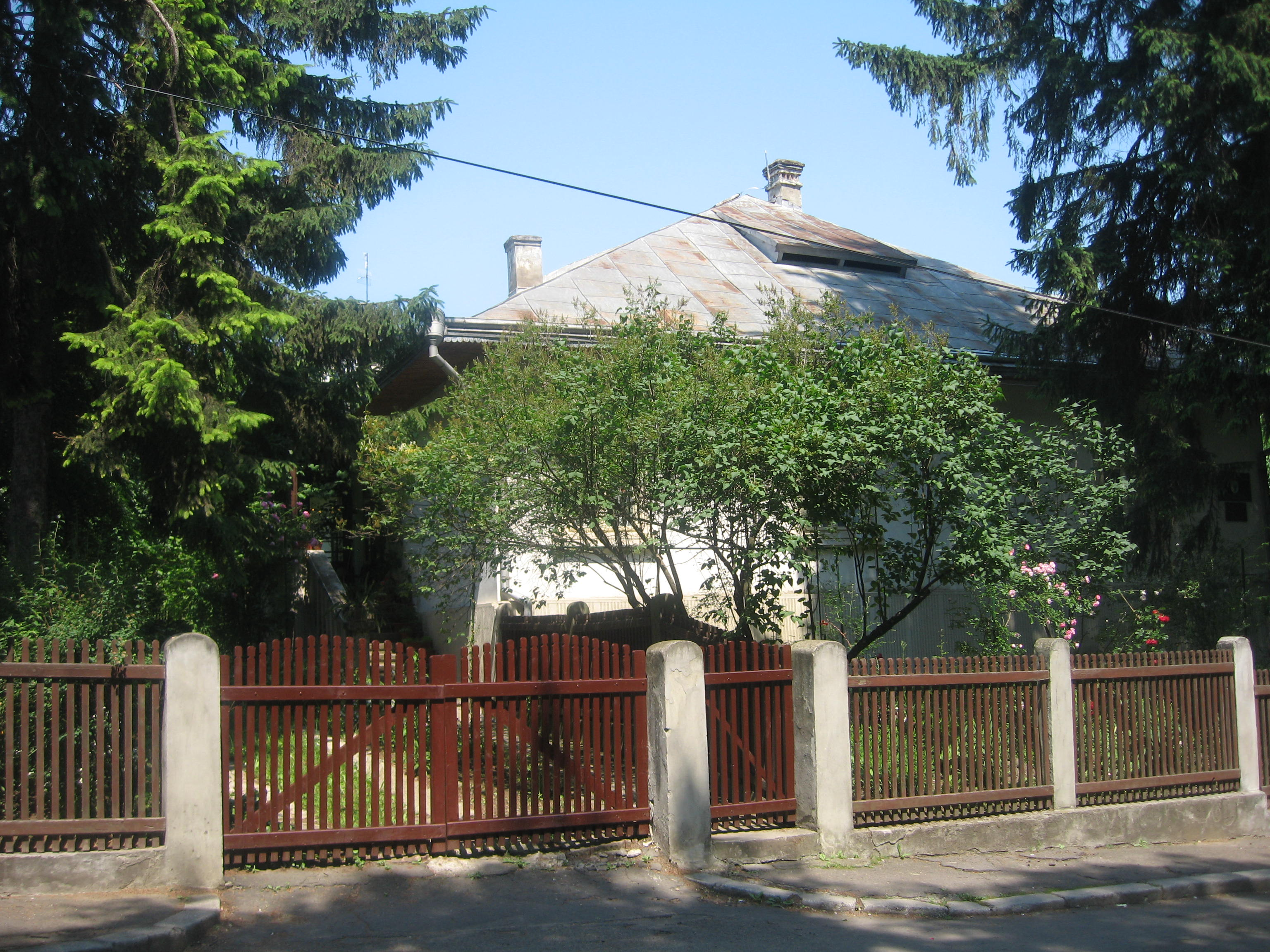
Casa Memorială „Simion Florea Marian”
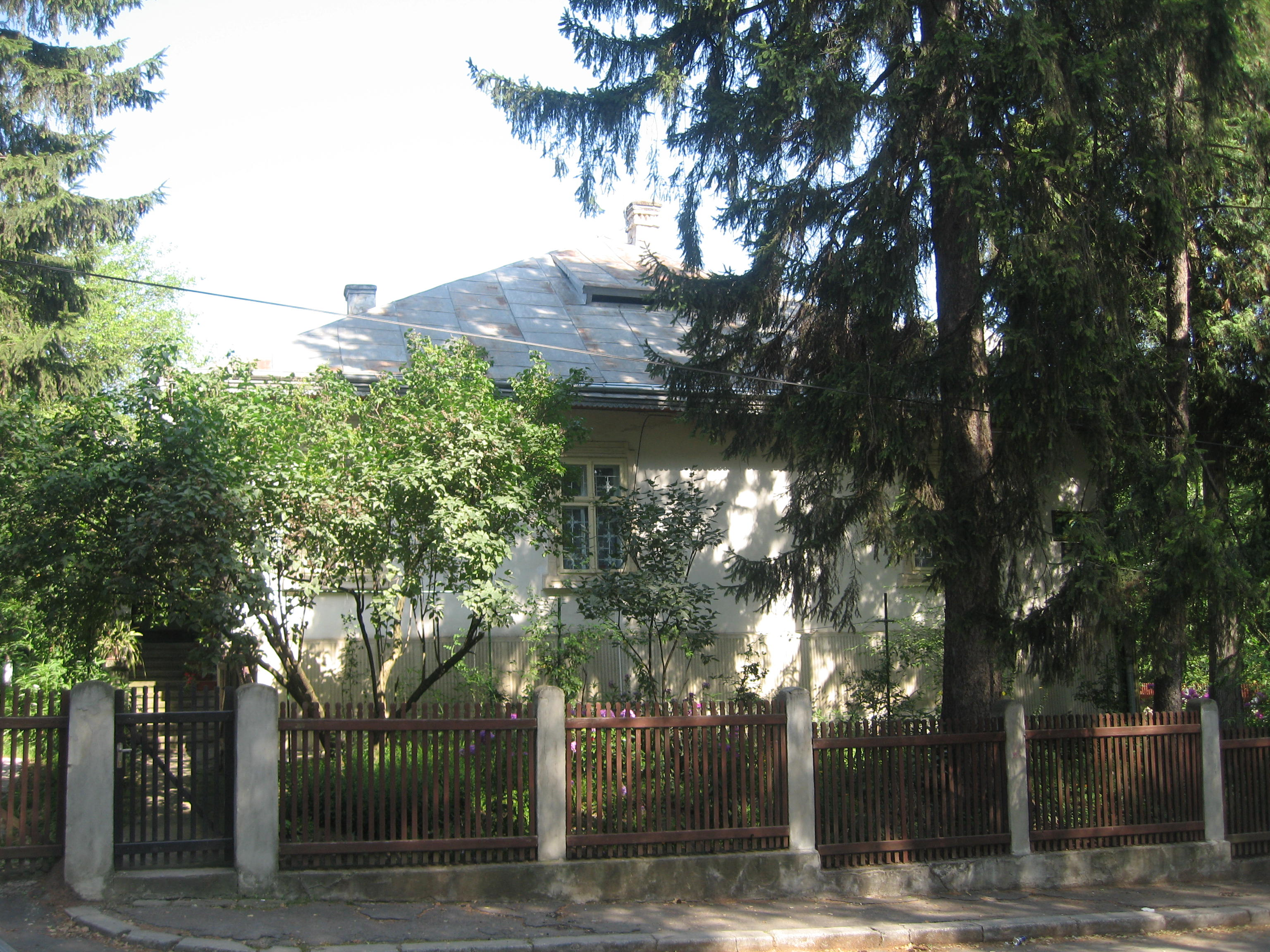
Casa Memorială „Simion Florea Marian”
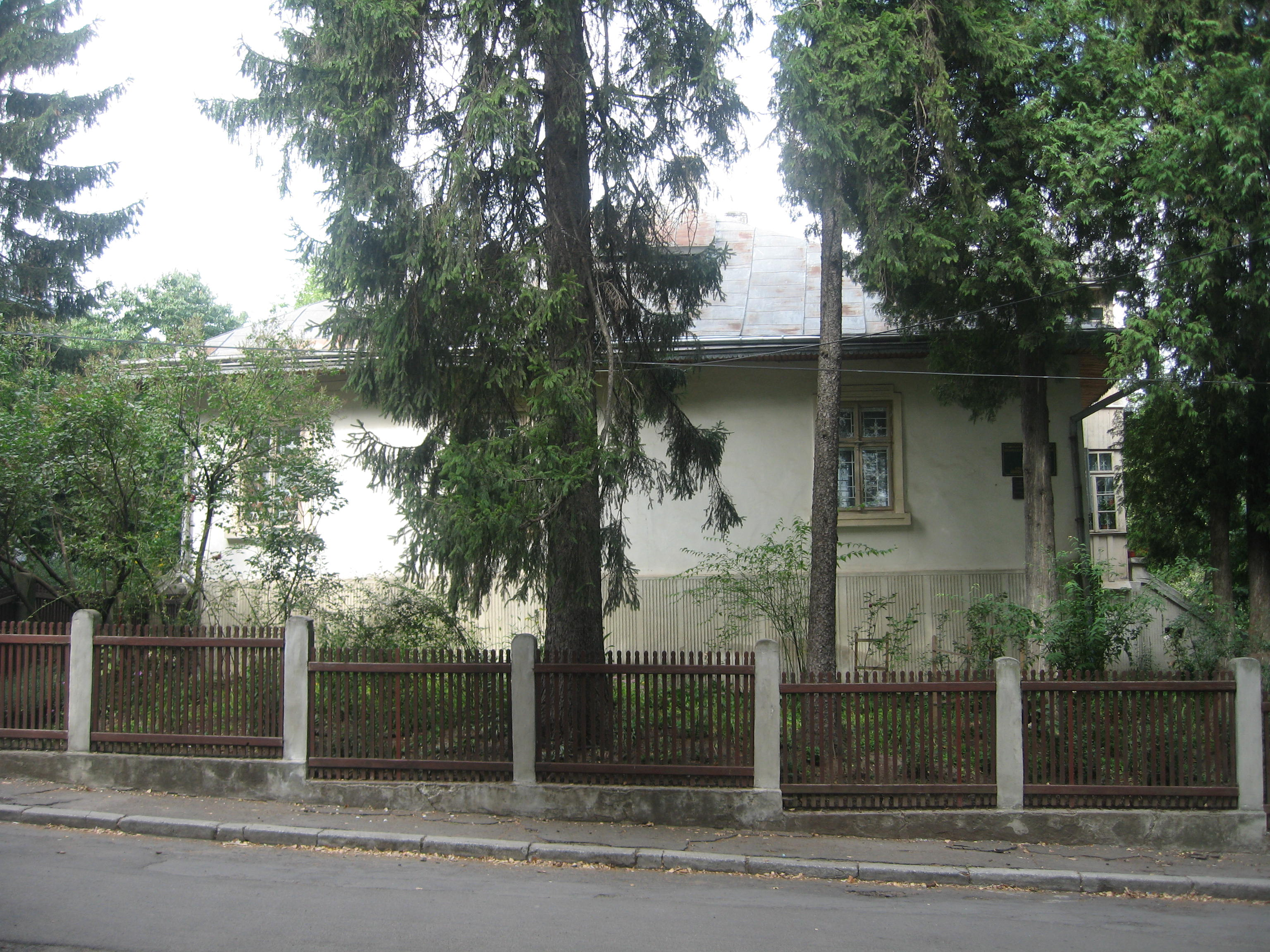
Casa Memorială „Simion Florea Marian”
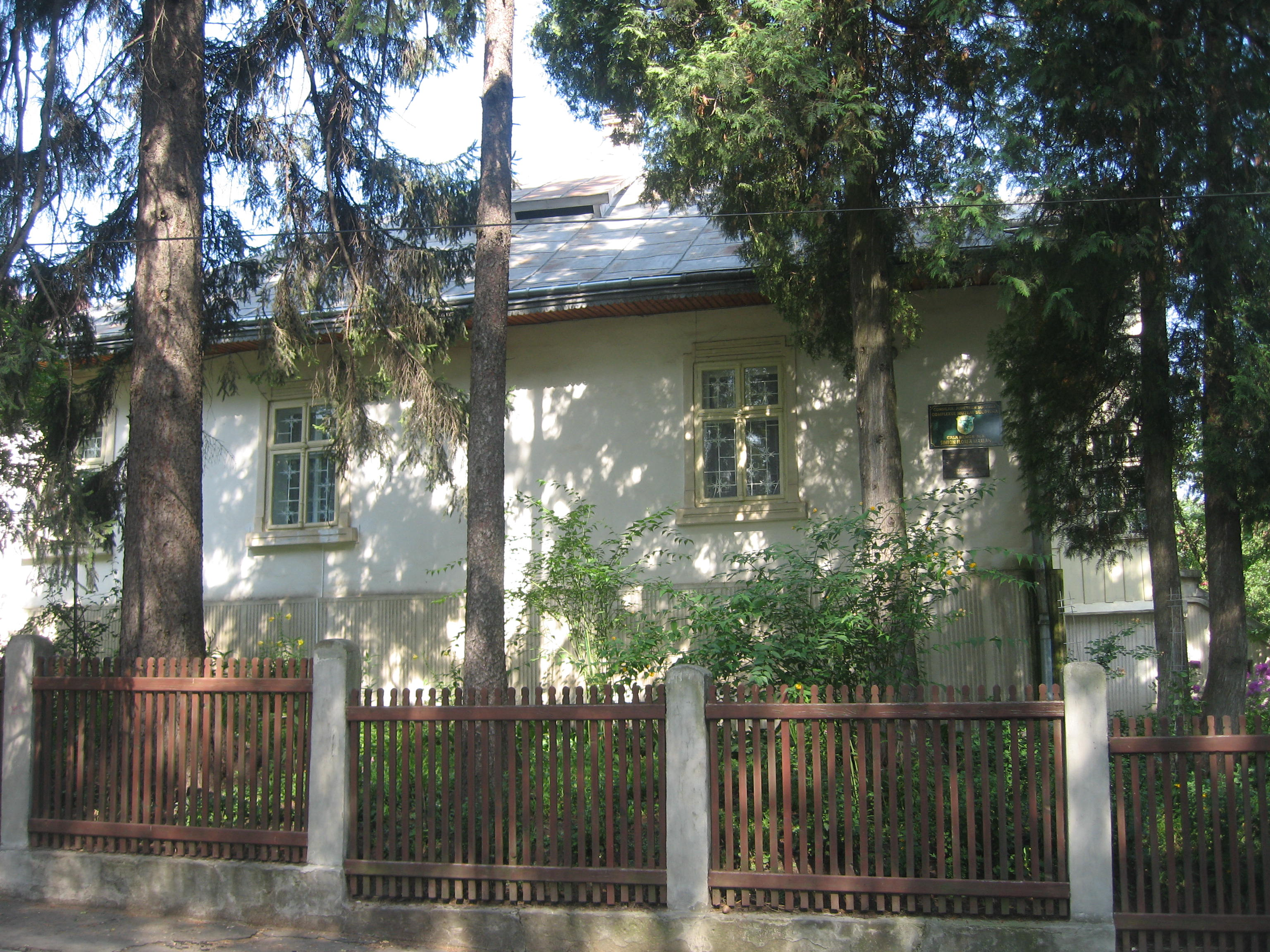
Casa Memorială „Simion Florea Marian”
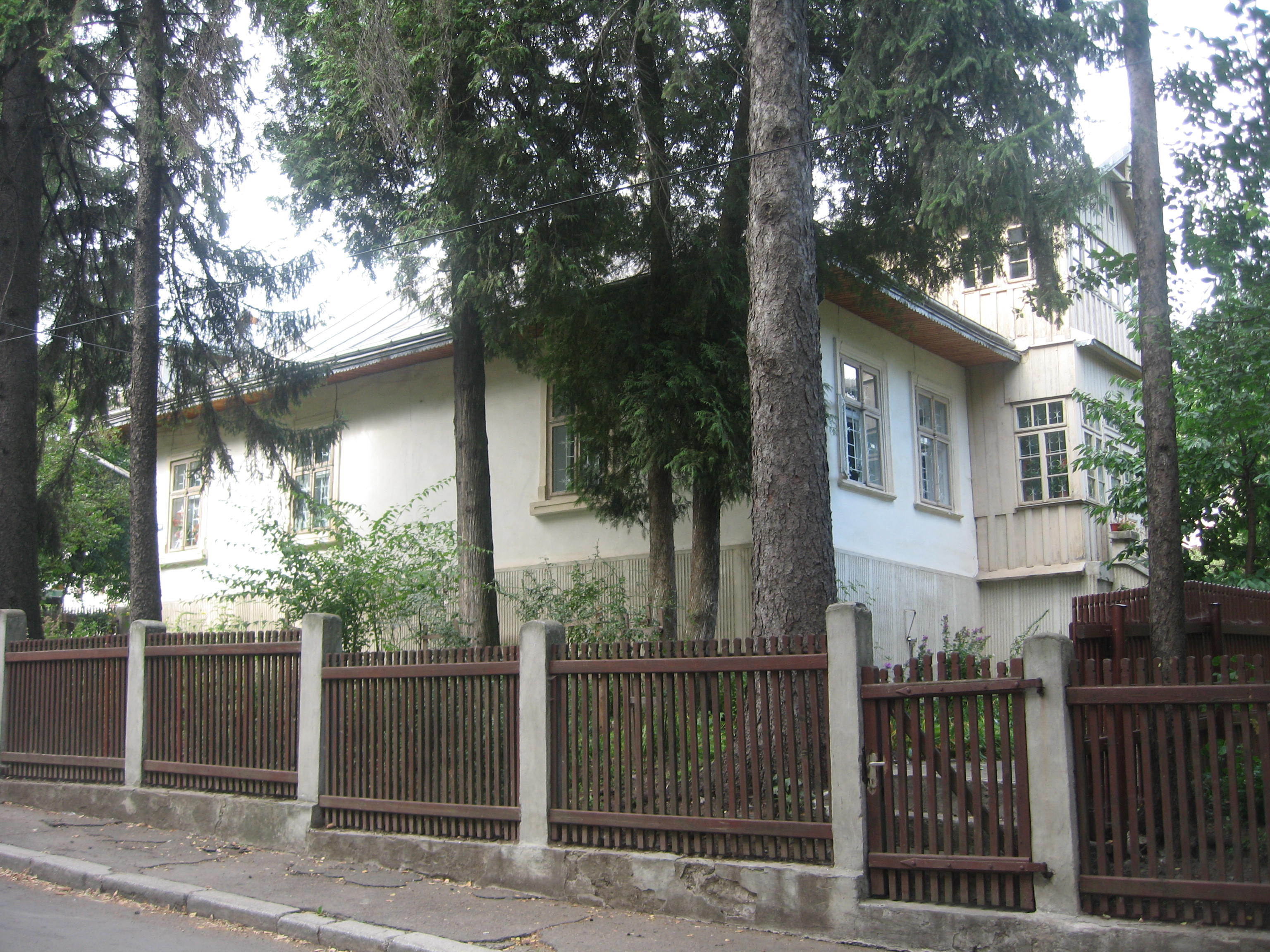
Casa Memorială „Simion Florea Marian”
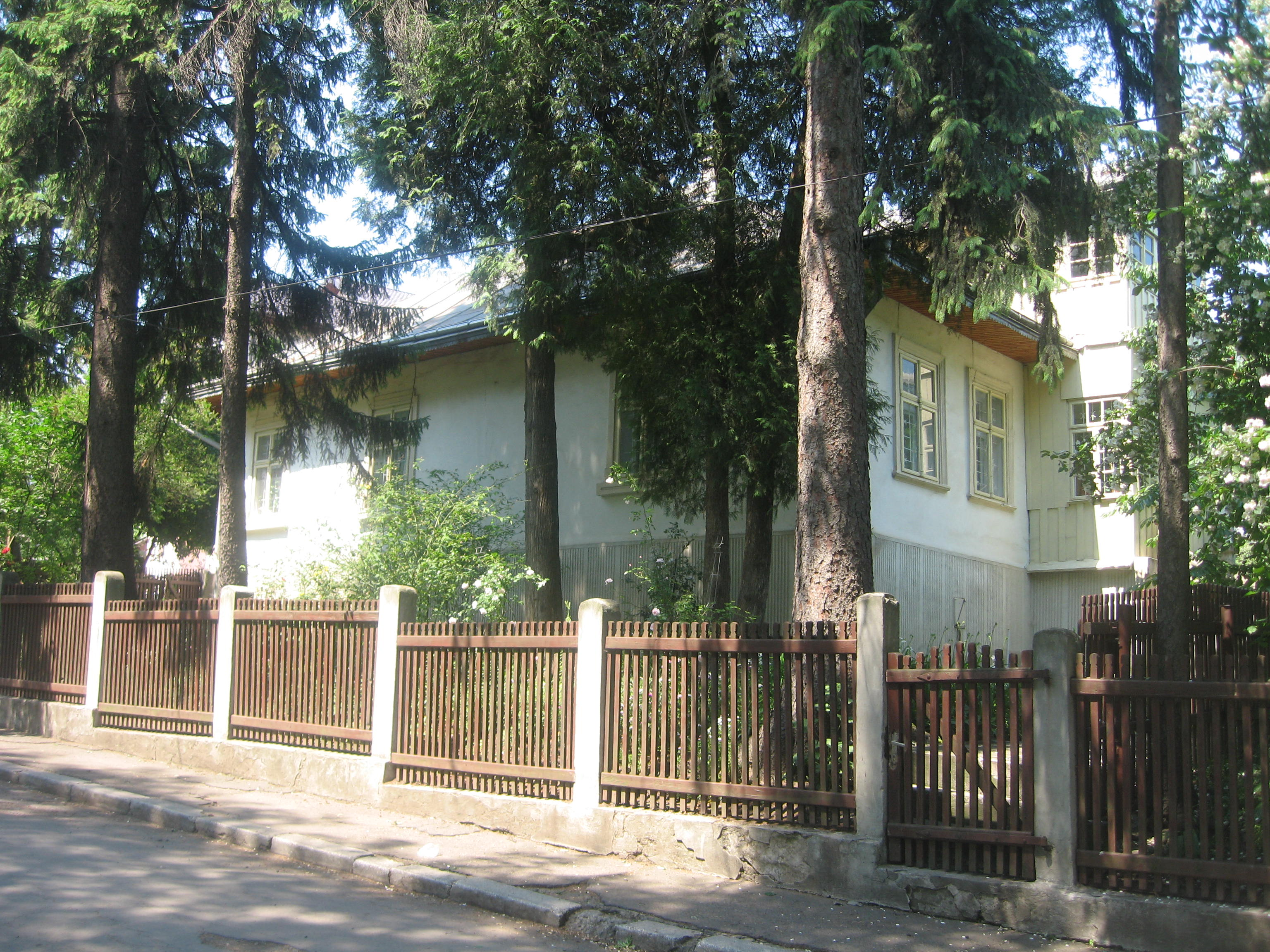
Casa Memorială „Simion Florea Marian”
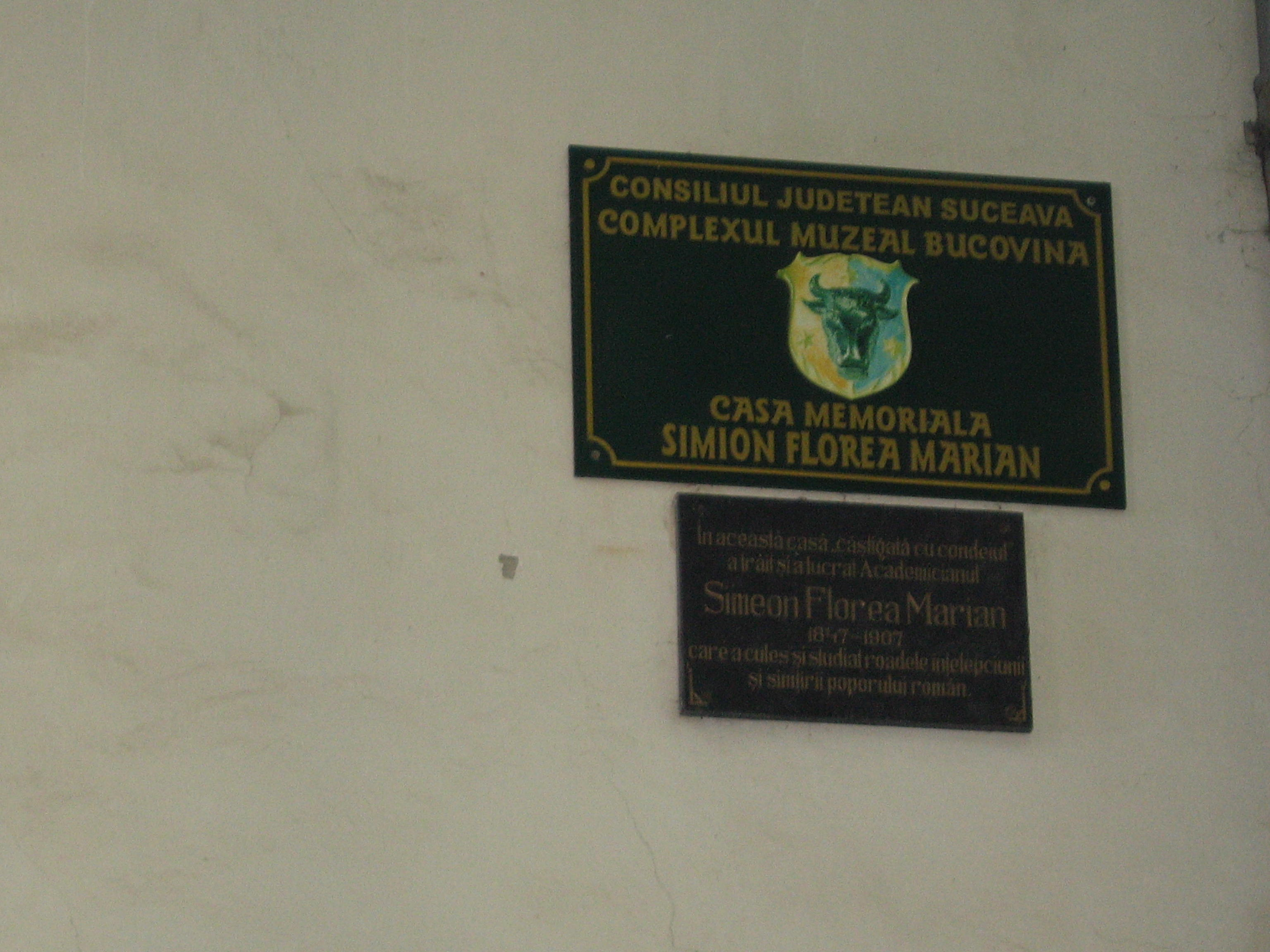
Placă memorială amplasată pe peretele casei în 1932
Bustul lui Simion Florea Marian, amplasat în parcul din fața casei în 1935